# إرفين هوبر (سياسي)
إرفين هوبر (بالألمانية: Erwin Huber) هو سياسي ألماني، ولد في 26 يوليو 1946 في غآيسباخ في ألمانيا. نشط حزبياً في الاتحاد الاجتماعي المسيحي. وقد انتخب عضو مجلس الشورى الموحد لبافاريا.

## وصلات خارجية
- اروين هوبر على موقع مونزينجر (الألمانية)